# Вандовка
Вандовка — деревня в Мамадышском районе Татарстана. Входит в состав Омарского сельского поселения.

## География
Находится в центральной части Татарстана на расстоянии приблизительно 28 км на юго-запад по прямой от районного центра города Мамадыш на правом берегу Камы.

## История
Основана в середине XVIII века выходцами из села Омары, упоминалась также как Вандова Речка, Клочковый Враг.

## Население
Постоянных жителей было: в 1859 — 31, в 1897 — 40, в 1926 — 62, в 1938—180, в 1949—230, в 1958—282, в 1970—118, в 1979 — 75, в 1989 — 29, в 2002 году 24 (русские 100 %), в 2010 году 27.